# آندره ماری (سیاستمدار)
آندره ماری (فرانسوی: André Marie‎؛ زادهٔ ۳ دسامبر ۱۸۹۷ – درگذشتهٔ ۱۲ ژوئن ۱۹۷۴) یک سیاست‌مدار اهل فرانسه بود. وی از اعضای مقاومت فرانسه بود.